# Jacinto Aráuz
Jacinto Aráuz è una città dell'Argentina ubicata nel dipartimento di Hucal e nella provincia di La Pampa.